# Enevold Kruse
Enevold Kruse född 28 oktober 1554, död 8 mars 1621 var en dansk adelsman och riksståthållare i Norge mellan 1608 och 1618. Kruse residerade på Akershus fästning. Under Kalmarkriget förde Kruse befälet över de norska trupperna. 1618 blev han länsherre över Tranekjær i Danmark.